# Wladimer Burduli
Wladimir Burduli (ვლადიმერ ბურდული, ur. 26 października 1980 w Tbilisi) – gruziński piłkarz, grający w azerskim klubie Neftçi PFK. Występuje na pozycji pomocnika.